# Museo del Virreinato
El Museo del Virreinato está ubicado en un edificio del siglo XVIII; el entonces Convento de Carmelitas Descalzos en la ciudad de San Luis Potosí, San Luis Potosí, México. En 1998 se propuso ante el Gobierno del Estado de San Luis Potosí la creación de un museo dedicado al arte virreinal mexicano. Fue durante la gestión del entonces gobernador Fernando Silva Nieto que el espacio arquitectónico albergó al museo de arte virreinal que, afortunadamente, cambió su nombre por el actual. La apertura del museo se realizó el 19 de septiembre del año 2003. El espacio arquitectónico fue renovado y remodelado por el arquitecto José Luis Briones Rivera junto a otros profesionales de la arquitectura civil de la ciudad potosina.
Desde su apertura ha procurado la difusión y divulgación del patrimonio virreinal mexicano, particularmente de la ciudad de San Luis Potosí. Sin embargo, también está en su objetivo compartir el patrimonio de los virreinatos españoles de América. Ubicado en el corazón del centro histórico de San Luis Potosí, el espacio es admirado por visitantes locales, nacionales y extranjeros al ser el único espacio conventual abierto, específicamente, para visitas al público. El convento perteneció, en su momento, al complejo conventual más extenso en el norte de América, considerándose el último recinto de este tipo en construirse en la Nueva España. Actualmente la Plaza del Carmen, sede de su ubicación, muestra también otros importantes edificios de la ciudad, de épocas diversas, como el Teatro de la Paz, el Museo Nacional de la Máscara y el Templo de Nuestra Señora del Carmen.
El museo es catalogado como monumento histórico por el Instituto Nacional de Antropología e Historia (INAH) para su preservación.

## Historia

### Llegada de Carmelitas a la Nueva España
Los religiosos de la Orden de los Carmelitas Descalzos llegaron a la Nueva España tan solo 23 años después de que Teresa de Ávila iniciara la reforma de la orden en 1562. El 27 de septiembre de 1585 pisaron por primera vez tierra firme de las Indias españolas en San Juan de Ulúa. Los religiosos entraron a la Ciudad de México el jueves 17 de noviembre, en compañía del nuevo virrey Álvaro Manrique de Zúñiga, marqués de Villamanrique.

### Fundadores de El Carmen Potosino
Nicolás Fernando de Torres (1671-1732) nació en Guadalquivir y fue bautizado en el sagrario de la Catedral de Sevilla el lunes 5 de octubre de 1671 y Gertrudis Teresa Maldonado Zapata (1681-1735) nació en la ciudad de San Luis Potosí, tataranieta del oidor del rey en la Nueva España, Antonio Maldonado.
Nicolás Fernando de Torres y Gertrudis Maldonado Zapata, esposos, se convirtieron en benefactores de la Orden de los Carmelitas Descalzos en San Luis Potosí después de que las enfermedades de Nicolás Fernando de Torres lo hicieran meditar en la muerte, determinado a disponer su testamento. Consultó con el prior del Carmen, Fray Juan Francisco del Espíritu Santo, quien le aconsejó al no tener herederos que fundara en esa ciudad dos instituciones: un convento para la Orden de los Carmelitas Descalzos y el Beaterio de San Nicolás.
Nicolás Fernando de Torres aceptó el consejo y el 26 de noviembre de 1732 ordenó a tal fin su testamento, que aclaró siete días después con un codicilo, bajo la dirección del licenciado Don José Calderas y ante el escribano Don Francisco Victoria. Falleció el 10 de diciembre de 1732.
Nicolas Fernando de Torres vivió siempre en esta ciudad cuidando de una tienda de mercaderías y de las estancias que poseía en la periferia. También pasaba tiempo en Guadalcázar, donde fue alcalde mayor y desde donde podía mejor administrar las haciendas que le pertenecían como la Hacienda de Peotillos o la Hacienda del Pozo en San Luis Potosí.

### La construcción del espacio conventual
El provincial de los carmelitas fray Domingo de los Ángeles empezó las diligencias necesarias para la fundación del convento. Solicitó y obtuvo licencia real mediante el virrey Juan Vázquez de Acuña y Bejarano, marqués de Casa Fuerte, el 27 de abril de 1733 para establecer un hospicio. Consiguió comprar para el hospicio una casa perteneciente a Don Martín de Urros, situada a espaldas del convento de San Francisco. El 17 de enero de 1736 le fue concedida la licencia de hacerlo, siempre que en él no vivieran más de seis frailes con su oratorio privado y campana para sus distribuciones pero sin convocar al pueblo.
Fray Juan de Santa Teresa aceptó y tomó posesión de las tierras de La Lagunilla y Alfalfa, cedidas por Don Bartolomé López de la Mesa, para que se edificara el convento donde actualmente está ubicado el museo. También en su tiempo se recibió la cédula en que Felipe V de España dispuso le informaran nuevamente la ciudad, el obispo y las religiones sobre la utilidad que resultaría de la fundación del Carmen.
Fray José de los Ángeles empezó a fabricar el segundo hospicio en las tierras de La Lagunilla, logrando finalizar la construcción en 1744. Se trasladaron luego los carmelitas a su nueva casa, siempre en espera de la licencia real, que por último se obtuvo, gracias a la intervención del papa Benedicto XIV el 26 de abril de 1746.
La primera piedra de la construcción del Carmen se realizó en 23 de febrero de 1749, por el fray Antonio Rizo, que acababa de ser provincial de San Francisco, por gratitud del fray Nicolás de Jesús María en nombre de su religión.
« [...] se decidieron por el convento; desde él una vez plantado, podría la comunidad celar la construcción grande de la Iglesia. Ésta quedó en cuatro varas de alta, y con todo lo hecho primorosamente labrado, que a nuestro juicio incluye el primer cuerpo salomónico de la fachada principal».
El convento quedó finalmente terminado y el 14 de octubre de 1758 se mudó la comunidad del segundo hospicio situado en La Laguna al nuevo convento.
El prior fray Juan Manuel de San Jerónimo, que gobernó de 1768 a 1771 hizo el claustro con los cuadros de pinturas para las estaciones de las procesiones.

### El convento se pierde
Con el inicio de la guerra de independencia el pueblo potosino se levantó en armas. El mismo fray Gregorio de la Concepción, carmelita, se encargó de colaborar para que los insurgentes entraran y salieran del convento. Manuel Muro informa que en 1833, además del cólera, atacó la ciudad el general centralista Gabriel Durán. El 23 de agosto se presentó con su fuerza y el gobernador Vicente Romero lideró la defensa del convento del Carmen.
Desde esa época se registra que el convento cambió de oficio y que ahora era conocido como el Cuartel del Carmen.
La Alameda Juan Sarabia era la huerta del convento y originalmente estaba bardeada. Con la aplicación de las Leyes de Reforma impulsadas por Benito Juárez el convento del Carmen fue nacionalizado y parcialmente mutilado, por lo que únicamente se conserva una pequeña parte. Finalmente, al estar cerca el final del siglo XIX, el obispo Ignacio Montes de Oca y Obregón mandó diseñar –en un lenguaje clásico– la nueva fachada del tramo principal que aún se conserva del convento. También mandó construir una nueva edificación conocida como del Sagrado Corazón con un amplio patio de arcadas clasistas.
Durante la Revolución mexicana el edificio es confiscado y destinado a diferentes usos como cuartel militar y almacén de armas. Durante décadas, la parte original del antiguo convento fue ocupado por la Delegación Federal de la Secretaría de Salubridad Pública, la cual lo recibió en comodato –contrato por préstamo– el 10 de marzo de 1923. Un nuevo contrato el 6 de octubre de 1928 se rentó el segundo piso a la Logia Mariano Arista, mientras que en otra acta con esta misma fecha se entregó al Gobierno del Estado de San Luis Potosí el inmueble conocido como Colegio México para fundar un asilo. En 2014 terminó el comodato del antiguo Colegio México sin inmediatamente determinar que se haría con el espacio.

## Exposición
El museo cuenta con seis salas de exhibición permanente y cuatro salas de exposiciones temporales, una terraza en la segunda planta, claustro y un espacio reservado a conferencias, talleres y actividades diversas que, en su momento, formó parte de la «Sala de Profundis» del convento. En el espacio dedicado al museo podrá encontrar un renovado museo de sitio que narra, brevemente, algunas características de la historia del convento carmelita, arte religioso, mobiliario, una selecta y completa muestra herrajes y llaves de metal forjado y una sala de realidad virtual sobre las órdenes religiosas que habitaron la ciudad hasta el siglo XX. Además, podrá conocer el deambulatorio del convento, el claustro, dedicado a la oración de los frailes y que es conocido como «Claustro de la Procesiones» y una excelente «Capilla Doméstica» utilizada para los servicios religiosos de los frailes conventuales.
Dependiendo de la temporada en que visite el museo podrá encontrar exposiciones temporales de grandes museos mexicanos como el Museo Franz Mayer, el Museo Nacional de Arte, el Museo Nacional de San Carlos o el Museo Nacional de las Culturas, entre otros. Para obtener una guía sobre las exposiciones vigentes puede visitar la página oficial del museo en www.museodelvirreinato.org y apartar sus boletos para recorridos guiados, eventos especiales y más hasta con 12 horas de anticipación.

## ¿Qué puedes encontrar en el actual edificio y museo?

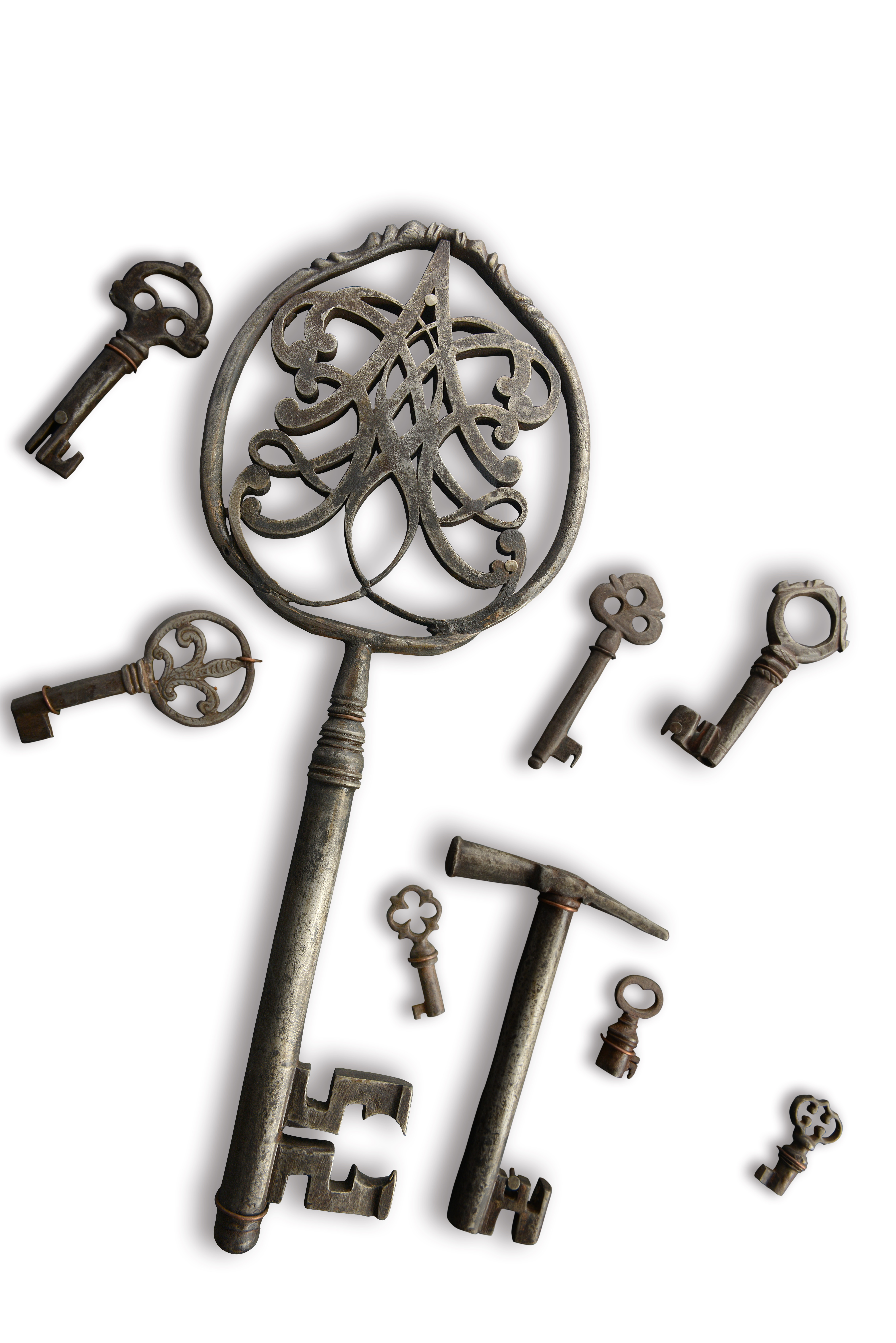
Herrería del.

### El convento
Aún puedes observar las antiguas áreas dedicadas a las hospedería de frailes de otras órdenes religiosas, el claustro de la procesiones en las que, solemnemente, cada lunes se realizaba una práctica religiosa para petición de difuntos y los bienhechores (Rosales, 1986), además de las áreas de las celdas que sobrevivieron y la sala de profundis de la segunda planta, el oratorio o capilla doméstica y la terraza. Además, de poder conocer la tribuna original (exclusivamente durante los recorridos guiados).

### Las salas del museo

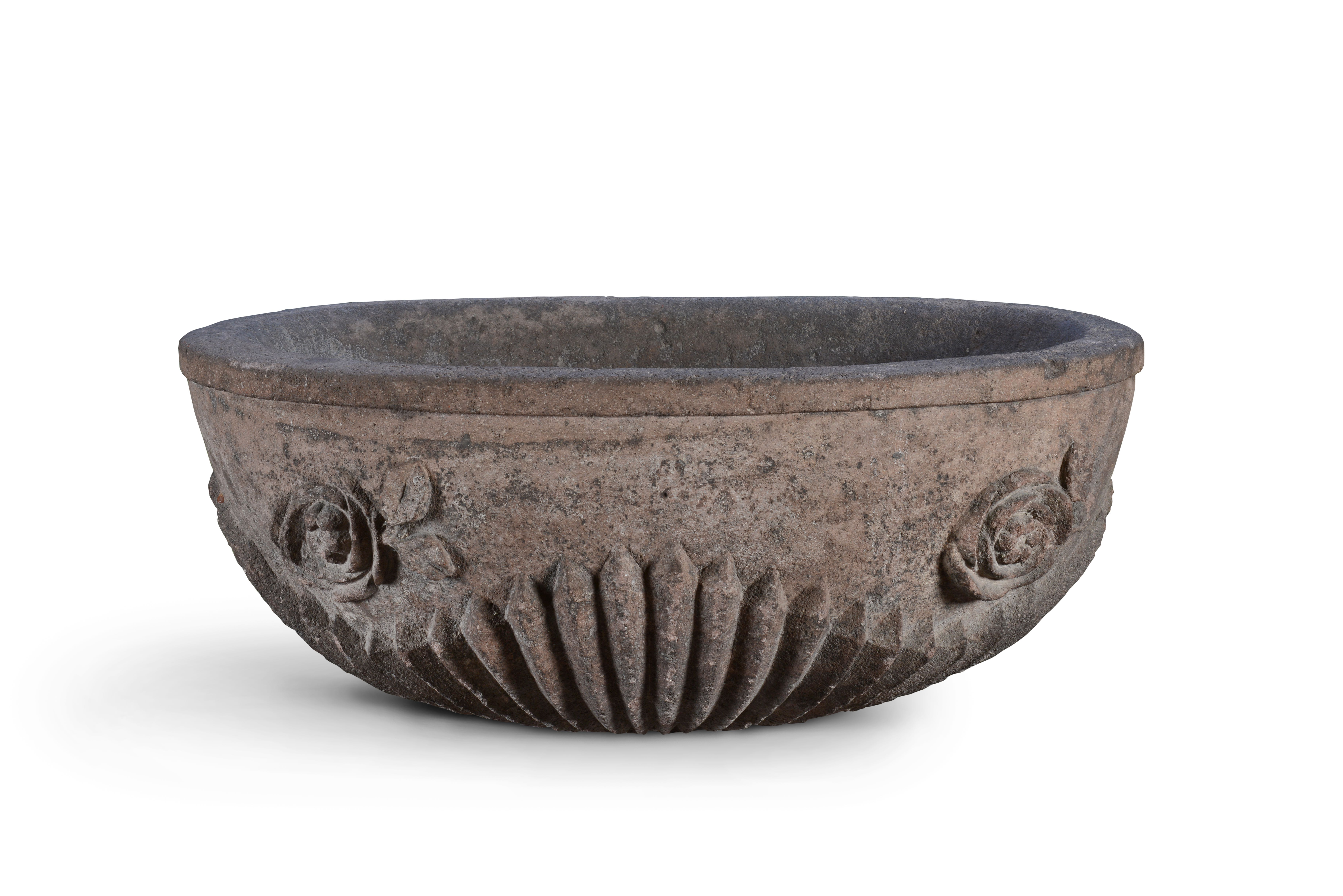
Pila de bautismo del del convento de San Agustín.

El museo de sitio está dedicado a descubrir algunos de los momentos más relevantes en la historia del convento carmelita. Es un espacio didáctico en donde podrás ver una réplica actual del cuadro original de los bienhechores de la orden, Nicolás Fernando de Torres y Gertrudis Maldonado Zapata.
La sala de arte religioso muestra una serie de grabados importantes, realizados recientemente con las placas originales, algunos de los más importantes para la ciudad, como el primer grabado de San Luis Potosí de los hermanos Infante, Nuestra Señora del Refugio de 1815. Además de un par de pinturas, un libro coral y un fragmento de un retablo dorado.
La sala de mobiliario muestra algunas de las piezas utilizadas en la época para uso doméstico como cucharas, cuchillos y platos. Además de tibores de Manila y algunas otras piezas destacables de la vida de la época.
Una importante colección de hierros forjados y llaves; las piezas elaboradas con esta técnica se elaboraban con martillado en caliente para darles la forma deseada. El hierro se utilizó con propósito práctico como artístico. Precisamente, este último permite agruparlas dentro de las llamadas artes industriales. El trabajo realizado en las herrerías buscó un sentido ornamental.
Una sala de realidad virtual sobre las órdenes religiosas que llegaron a la ciudad, en donde podrás conocer la vestimenta y las diferencias entre cada orden religiosa.